# المعهد الملكي للتكنولوجيا
المعهد الملكي للتكنولوجيا في ستوكهولم (بالسويدية: Kungliga Tekniska högskolan) هو معهد عالي في ستوكهولم،السويد. تأسس في سنة 1827 وهو مع TKK في هلسنكي - تبعا لتعريف الدول الإسكندنافية - أكبر مؤسسة للتعليم العالي في التكنولوجيا ومن أبرز الجامعات التقنية في أوروبا.